# レムルローズの魔女 (漫画)
『レムルローズの魔女』（レムルローズのまじょ）は、神江ちず、霜月はるか、日山尚による日本の漫画作品。『コミックZERO-SUM増刊WARD』（一迅社）にて2013年11月16日発売のNo.036より連載が開始された。単行本は既刊1巻。

## あらすじ
王国の西の小さな集落「フレジス」には、「古より魔女が住み着き魔女の刻印を刻んだ人間の生き血を啜り、永遠の命を生きる」という伝承が言い伝えられていた。そのような伝承が残る集落に住む青年ロシェルは、名門の騎士学校の試験に合格し、入学を数日後に控えていた。ある晩のこと、弟の誘いを受け禁忌の祠に足を踏み入れてしまった彼は7日以内に死を迎えるという呪いを受けてしまう。
「呪いを消すには魔女を殺すしかない」
その魔女が棲むという霧の森の奥にある城に訪れたロシェルは、魔女に憑依された美しい一人の少女「アンダルシア」と出会う。そして彼は重大な選択を余儀なくされる。彼の選んだ選択とは？

## 登場人物
ロシェル
本作の主人公。騎士学校入学を数日後に控えた青年。弟のエイルに誘われ立ち入り禁止の祠に入り、安置されていた魔女の血で呪われた剣に触れたことで魔女の呪いを受けてしまった。
アンダルシア
本作のヒロイン。劇中より100年前に死に魔女によって蘇生され、その身に魔女の意識を植え付けられてしまった。
エイル
ロシェルの弟。彼を立ち入り禁止の祠に誘ったことが本作の事件に大きく関わることになる。
ノワール
魔女の眷属。アンダルシアのペットとして付き従っている。
フロンザック
アンダルシアの実の兄であり霧の森の奥にある城の主。魔女との戦いに敗れ殺されてしまう。